# プラン・ナート
パンディット・プラン・ナート（Pran Nath、デーヴァナーガリー: पंडित प्राणनाथ、1918年11月3日 - 1996年6月13日）は、ヒンドゥスターニー音楽の歌手であり、キラーナ・ガラーナ（歌唱スタイル）の教師である。

## 略歴

### 初期の人生
プラン・ナートは、現在のパキスタンのラホールで裕福な家庭に生まれた。彼らは熱心な音楽愛好家であり、ミュージシャンを家に招いて毎晩のように演奏していたが、彼の家族はミュージシャンになりたいというナートの希望を認めなかったため、13歳で家を出て、キラーナ・ガラーナの孤独な歌手で、より広く知られているアブドゥル・カリム・カーンの従兄弟にあたるアブドゥル・ワーヒド・カーンと一緒に生活を始めた。
彼は学生として受け入れられる以前の7年間、カーンに仕え、20年近くカーンの近くにとどまった。グルと弟子のどちらもが神秘主義にとても惹かれていた。ムスリムであるアブドゥル・ワーヒド・カーンはスーフィズムへと向かい、ヒンドゥー教徒であるプラン・ナートはデヘラードゥーンのシヴァ派へと向かった。ナートはシヴァを祀るタプクスワール寺院の近くにある洞窟に5年間住んでいたと言われており、グルを断続的に務めた。彼は最終的に結婚し、キラーナ・スタイルの保存を確かなものとするために、彼のグルの要求（グル・ダクシャナ）で世俗の世界に再び入ることにした。1937年、彼はオール・インディア・ラジオのスタッフ・アーティストとなった。
しかし、プラン・ナートはアブドゥル・ワーヒドの非常に系統的で厳格な歌唱スタイルに固執し、アラップとスロー・テンポに重点を置いており、それは彼の声によく合うものではあったが、決して人気にはつながらなかった。師のように、プラン・ナートの歌唱は、正確なイントネーションと、音楽のアラップ・セクションでの音と、気分の緩やかな音ごとの説明を強調した。
プラン・ナートは音楽教師として身を立て、1960年から1970年までデリー大学で働いた。また、ミルズ・カレッジの客員教授も務めた。

### 米国での生活
1970年、プラン・ナートはニューヨークに旅行し、アメリカの作曲家ラ・モンテ・ヤングとビジュアル・アーティストのマリアン・ザジーラを訪問した。1972年、彼はニューヨークにインド古典音楽のためのキラーナ・センターを設立し、それから生涯、アメリカに滞在した。彼はいくつかの大学で教え、アメリカで活動するミニマル・ミュージックの作曲家たちの間で強い支持を集めた。

## ディスコグラフィ

### アルバム
- Earth Groove (1968年) ※Ragas Bhupali and Asavari
- India's Master Vocalist (1972年) ※Ragas Yaman Kalyan and Punjabi Berva
- Ragas of Morning and Night (1986年) ※Ragas Miya ki Todi and Darbari Kanada プラン・ナートが特に注目された2つのラーガ
- Midnight (2003年) ※Raga Malkauns 1971年と1976年の録音
- The Raga Cycle (2006年) ※Ragas Shudh Sarang and Kut Todi 1972年録音

## 未発表の録音
彼の師のように、プラン・ナートはレコーディングやレコードのリリースに重きを置かず、ライブ・パフォーマンスを好んだ。プラン・ナートの生涯の間にリリースされた録音は3つだけだったが、ラ・モンテ・ヤングが管理していた多数の録音が存在している。プラン・ナートの意志によって、ヤングは彼の財産の執行者として録音のリリースを開始するように指示されている。

## 映画
- 1986年 – In Between the Notes: A Portrait of Pandit Pran Nath.[6] Produced by Other Minds. Directed by William Farley.
- 1995年 – Musical Outsiders: An American Legacy - Harry Partch, Lou Harrison, and Terry Riley. Directed by Michael Blackwood.